# تفاف حمضي
التِفاف الحمضي نوع نباتي يتبع جنس التِفاف من الفصيلة النجمية.

## البيئة والانتشار
موطنه أفريقيا.

## الوصف النباتي
نبات عشبي ساقه تقريباً معدومة. الثمرة فقيرة.